# Девушка из календаря
«Девушка из календаря» (англ. Calendar Girl) — американский художественный фильм 1993 года, снятый режиссёром Джоном Уайтселлом. Фильм создан на грани двух жанров — комедии и драмы. Главные роли исполнили Джейсон Пристли, Габриэль Олдс, Джерри О'Коннелл, Стив Рэйлсбэк, Джо Пантолиано и Стефани Андерсон. Премьера состоялась 3 сентября 1993 года в США.

## Сюжет
В фильме рассказана история трёх молодых парней, которые отправляются в Голливуд, чтобы исполнить свою юношескую мечту — встретиться с Мэрилин Монро, в которую они все были когда-то влюблены.

## В ролях
- Джейсон Пристли — Рой Дарпинян
- Габриэль Олдс — Нед Блюер
- Джерри О'Коннелл — Скотт Форман
- Джо Пантолиано — Харви Дарпинян
- Стив Рейлсбэк — Отец Роя
- Курт Фуллер — Артуро Галло
- Стивен Тоболовски — Антонио Галло
- Эмили Уорфилд — Беки О’Брайен
- Лесли Винг — Мать Неда
- Кристин Тейлор — Мелисса Смок
- Лиз Вэсси — Сильвия
- Максвелл Колфилд — Мужчина
- Чабби Чекер — Играет самого себя
- Стефани Андерсон — Мэрилин Монро
- Кортни Пейдж — Мэрилин Монро (голос)
- Тьюсдэй Найт — Голая девушка
- Курт Труман — Бобби Кеннеди-Младший

## Саундтрек
1. «Why Do Fools Fall In Love?» — Theory (4:07)
2. «Out Of My Dreams» — Aaron Neville (4:22)
3. «Going To A Go-Go» — Ten City (3:28)
4. «Fever» — Penny Ford (3:01)
5. «Cool Jerk» — The Capitols (2:35)
6. «When Will I Be Loved?» — The Everly Brothers (2:04)
7. «Limbo Rock» — Chubby Checker (2:27)
8. «Come Go With Me» — The Del Vikings (2:38)
9. «Calendar Girl» — Neil Sedaka (2:40)
10. «Counting Down The Years / Cry For You» — Ханс Циммер (5:36)